# Henriëtte Mendel
Henriëtte Mendel (Darmstadt, 31 juli 1833 – München, 12 november 1891), was een Duitse actrice en de echtgenote van de Beierse prins Lodewijk in Beieren.
Henriëtte speelde toneel aan het Groothertogelijk Hessische Theater in Darmstadt. Daar werd ze verliefd op de Beierse prins Lodewijk, de oudste broer van de Oostenrijkse keizerin Elisabeth. De verhouding tussen beiden was ingewikkeld, want van Lodewijk werd verwacht dat hij "op stand" zou trouwen. Op 24 februari 1858 werd uit de verbintenis evenwel een buitenechtelijke dochter geboren, Marie Louise. Haar geboorte zorgde voor enige toenadering tot de ouders van Lodewijk die uiteindelijk instemden met een huwelijk. Daartoe werd Henriëtte, als barones van Wallersee, in de adelstand verheven. Lodewijk moest afstand doen van zijn eerstgeboorterecht, dat overging op zijn jongere broer Karel Theodoor in Beieren. Het paar kreeg nog een tweede kind, Karel Emmanuel, dat evenwel al na twee maanden overleed.
In 1891 overleed zij aan maagkanker.